# Ben Nelson
Earl Benjamin "Ben" Nelson (nascido em 17 de maio de 1941) é um político e advogado americano senador do Nebraska. Ele é membro do Partido Democrata.

## Biografia
Nascido em 17 de maio de 1941, é filho de Birdella Ruby e Benjamin Earl Nelson.

## Carreira política

### Governador do Nebraska
Nelson foi eleito governador em 1990, e reeleito em 1994 com 74% dos votos
Nelson criou o plano rural One Nebraska em 1991 que visava a produção de etanol no estado, mais tarde em 1997 o Nebraska produziu 300 milhões de galões de etanol, duplicando a produção em 1999.
Durante seu mandato, foi previsto cortes de gastos entre 13%, mas os cortes de gastos foram 64% entre os 8 anos de governo.
Na área de impostos, Nelson fez cortes de impostos a 400 mil famílias. Com o fim do governo em 1999, o Nebraska teve um saldo positivo de 300 milhões de dólares.

### Senador dos Estados Unidos
Nelson foi eleito para o senado em 2000 com 50,95% dos votos, gastando 1 milhão de dólares na eleição, tomando posse do cargo em 3 de janeiro de 2001.